# 라드 (대공미사일)

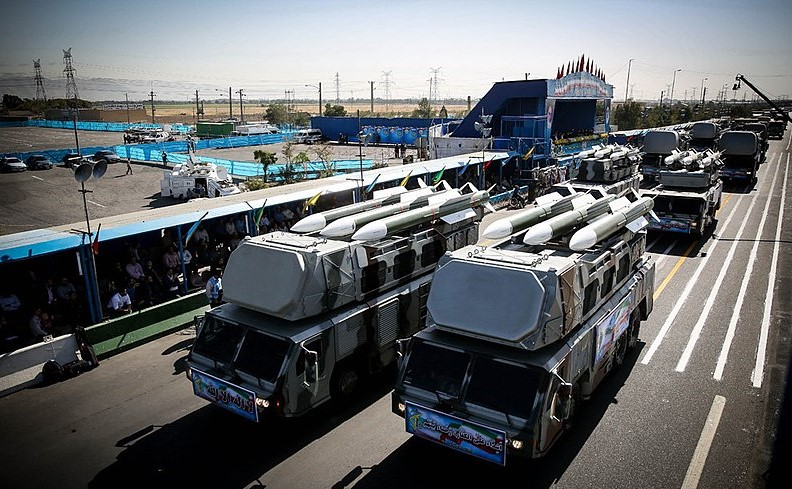
2016년 테헤란의 라드 지대공 미사일

라드(Raad)는 이란의 지대공 미사일이다.

## 역사
2019년 6월 20일, 이란이 미국의 RQ-4 글로벌 호크 무인 정찰기를 격추했다. 이란 국영TV는 이날 혁명수비대(IRGC) 성명을 인용해 이란 남부 영공에서 미국 미인정찰기 RQ-4 글로벌호크 1대가 격추됐다고 보도했다. IRGC는 성명에서 “이란 영공을 침범한 미국 드론 RQ-4 글로벌호크를 호르모즈간주 쿠흐모바라크 상공에서 격추했다”며 “미군 드론은 식별 장치를 끄고 비밀리에 비행하는 등 국제항공법을 위반했다”고 밝혔다.
이란 혁명수비대의 언론인 마쉬레그흐는 드론이 코다드(Khordad) 지대공 미사일에 격추되었다고 주장했다. 2014년 공개되었으며, 95마일까지 탐지, 추적이 가능하고, 사거리는 30마일이다. 2014년 공개된 코다드-3(Khordad-3) 지대공 미사일은 사거리 50-75 km, 고도 25-30 km이다. 4개 목표물을 동시에 추적하며, 그 중 2개를 동시 공격할 수 있다. 코다드-3의 사거리는 100-200 km라는 정보도 있다. PESA 레이더는 1700개의 소자로 만들었다. 최근 이란의 열병식 보도에서 코다드-3의 사거리는 105 km 라고 한다.
2019년, 이란은 코다드-15(Khordad-15) 지대공 미사일을 공개했다. 패트리어트 미사일 PAC-2와 미사일 발사대 차량이 비슷하다. 4개의 미사일이 패트리어트처럼 사각형으로 생긴 트럭형 발사관 4개에 들어 있다. 보통 이란은 러시아 무기를 많이 사용하는데, 러시아의 S-300, S-400 등은 둥근 원통형 미사일 발사관을 사용한다. 코다드-15는 러시아 S-350E, 한국의 천궁 미사일과 유사하게 생겼다는 분석도 있다.

## 같이 보기
- 사야드-2